# Smallegangtruck

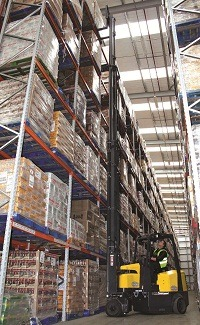
Smallegang-heftruck

Een smallegangtruck is een speciaal type vorkheftruck dat is ontworpen om in zeer smalle gangen te kunnen werken.
Dit type truck wordt gebruikt om ladingen (meestal pallets) te transporteren. Door de roterende mast kan de gangbreedte tot 2.00 meter gereduceerd worden, waardoor de opslagcapaciteit van een magazijn vergroot kan worden.  De machines kunnen tot 10 meter hoogte stapelen en hebben een capaciteit tot 2 ton.